# Gimnasio Hermanas González
El Gimnasio Hermanas González es un domo o pabellón multiusos ubicado en Ciudad Guayana, Estado Bolívar en la región Guayana al sureste de Venezuela.

## Características
Sus instalaciones son una propiedad pública administrada por el gobierno del Estado Bolívar a través del Instituto de Deportes de Bolívar (Idebol). Posee sanitarios, camerinos, aire acondicionado, pizarra electrónica, entre otras comodidades. Puede ser utilizado para la práctica de diversos deportes entre ellos el voleibol, baloncesto, fútbol sala-.
El gimnasio fue inaugurado en 1980, pero en 2008 se le realizaron trabajos importantes de remodelación y ampliación por parte de la municipalidad de Caroní para poder cumplir con las exigencias de la Liga Profesional de Baloncesto de Venezuela. Finalmente fue aceptado como uno de los 10 gimnasios usados profesionalmente siendo escogido como la sede del nuevo Equipo Gigantes de Guayana.
Desde el año 2011 con la creación de la Liga Venezolana de Voleibol se designó dicho complejo como sede del equipo de voleibol Huracanes de Bolívar.